# 生月町
生月町（いきつきちょう）は、長崎県の北部、生月島を行政区域とする町で、北松浦郡に属していた。
2005年10月1日、平戸市・田平町・大島村と合併（新設合併）して新たに平戸市となり、自治体としては廃止された。

## 地理
- 有人島 ： 生月島

## 地域

### 地名
免または浦を行政区域とする。生月町では免・浦の名称に大字（生月・山田）を冠称していたが、1970年に大字を廃止した。
合併し平戸市となって以降は、免・浦の名称に「生月町」を冠し「生月町○○免（○○浦）」と表記している。
旧大字生月
- 壱部浦（いちぶうら）
- 壱部免（いちぶめん）[1]
- 里免（さとめん）

旧大字山田
- 舘浦（たちうら）
- 南免（みなみめん）
- 山田免（やまだめん）

## 歴史
- 1889年（明治22年）4月1日 - 町村制施行により、生属（いきつき）村・山田村が合併し北松浦郡生月村が発足。
- 1940年（昭和15年）4月17日 - 生月村が町制施行。生月町となる。
- 2005年（平成17年）10月1日 - 平戸市・田平町・大島村と合併して平戸市（新設）が発足し、生月町は自治体として消滅。

## 行政
- 町長 ： 森隆俊（最後の町長）

## 姉妹都市・提携都市
- 北海道枝幸郡歌登町

## 産業
江戸時代は捕鯨の島として栄え、平戸藩の財政を支えていたといわれる。昭和の時代には東シナ海の巻網漁業に進出、最盛期には20以上の大型巻網漁船団を擁し、島の経済は大いに潤った。近年は漁獲量の減少などにより船団数も激減している。

### 名産品
- あごだしラーメン - 生月島ではあご（トビウオ）漁もさかんで、炭火で焼いた「焼きあご」を昔から味噌汁や雑煮・うどん等のダシに利用していたが、1991年の生月大橋開通前後に、「焼きあご」をラーメンのダシに使った「あごだしラーメン」の店が営業を始め、好評を博している。店で食べるほかに麺も販売されていて、生月町の名物のひとつになっているほか、平戸市内や佐世保市など長崎県北部でも「あごだしラーメン」は広まりつつある。

## 教育

### 中学校
- 平戸市立生月中学校

### 小学校
- 平戸市立生月小学校
- 平戸市立山田小学校

## 交通

### 空港
- 長崎空港から車で約2時間、福岡空港、佐賀空港から車で約2時間30分（Google マップによる）。
- 長崎空港から公共交通機関を利用する場合は長崎空港から佐世保駅前まで乗り合いジャンボタクシーまたはリムジンバス[注 1]、佐世保駅前から平戸桟橋まで西肥バス、平戸桟橋から生月まで生月バスを利用する[2]。

### 鉄道
- 町内に鉄道路線なし。最寄り鉄道駅は松浦鉄道たびら平戸口駅。

また、かつては平戸島の薄香港からのフェリー航路が主な交通手段だったが、1991年の生月大橋開通と同時に廃止された。その他に野母商船の博多（福岡市） - 福江（五島市）航路が生月島の舘浦港に寄港していたが、下り便は1992年に、上り便も2007年1月のダイヤ改正で舘浦への寄港はなくなった。

### バス路線

#### 一般路線バス
- 生月自動車 - 平戸市（平戸桟橋）と生月島を結ぶ路線と、生月島内のバス路線を運行している。
- かつては西肥自動車も運行していて、佐世保駅前までの直通運転もあったが、2002年10月31日をもって生月線からは撤退した。

### 道路

#### 高速道路
なし。最寄りインターチェンジは西九州自動車道佐々インターチェンジ。

#### 一般国道
なし。

#### 主要地方道
- 長崎県道42号平戸生月線

#### 有料道路
- 生月大橋有料道路（2010年4月1日より無料開放）

#### 道の駅
- 生月大橋

## 名所・旧跡・観光スポット

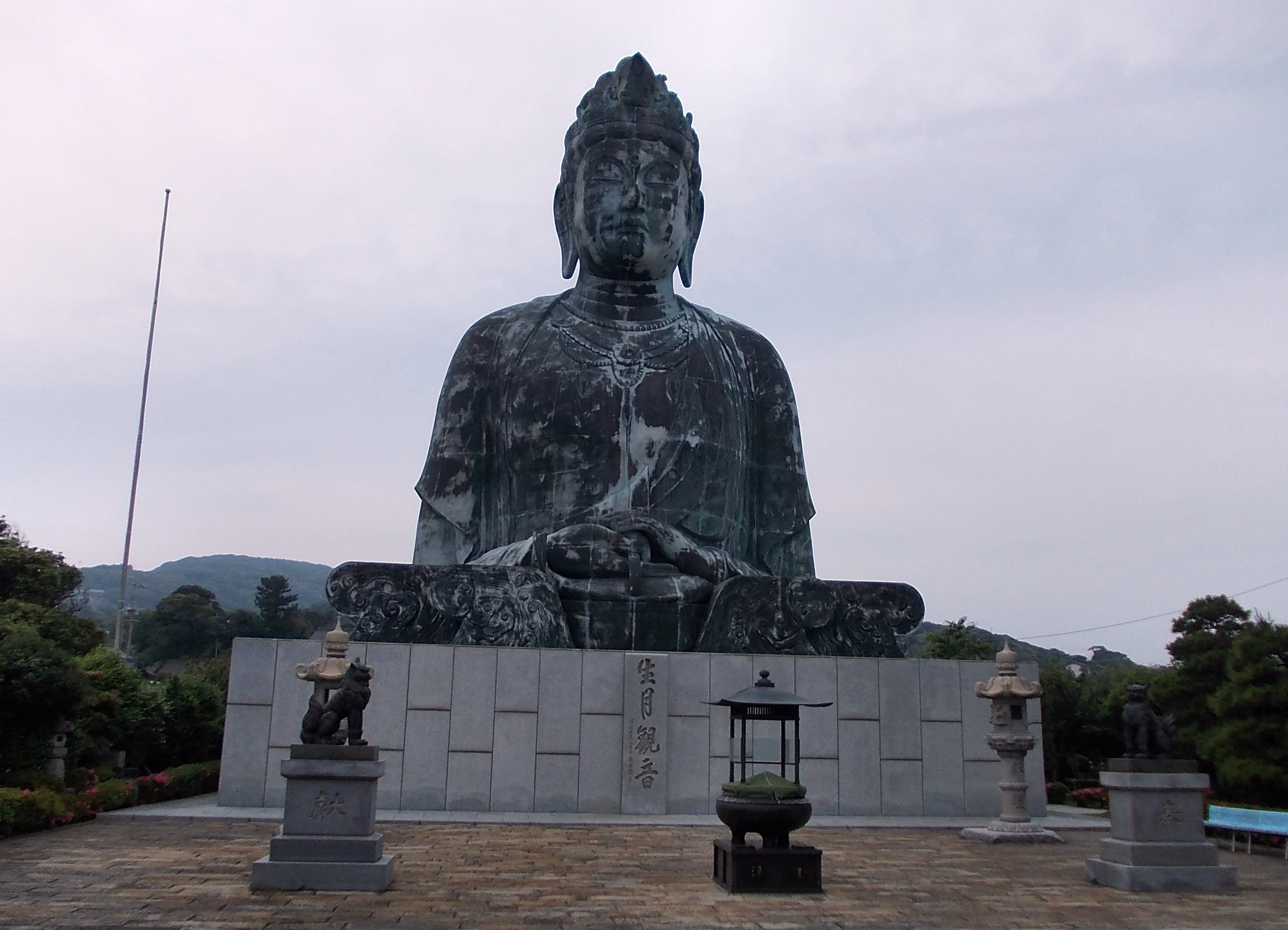
生月大魚籃観音

- 生月大橋 - トラス橋（三径間連続トラス橋）としては世界一の支間長
- 生月町博物館「島の館」 - 生月町の歴史が展示されており、鯨の骨の模型や隠れキリシタンの生活、生月鯨太左衛門（力士）の等身大模型などがある[3]。
- 生月大魚籃観音
- 大バエ灯台
- カトリック山田教会
- 黒瀬の辻殉教地・ガスパル様[4]
- 塩俵の断崖[5]
- だんじく様[6]

## 生月町出身の有名人
- 生月鯨太左衛門（元大相撲力士）
- 金子岩三（政治家、元科学技術庁長官・農林水産大臣）
- 金子原二郎（政治家、第52-54代長崎県知事）
- 尾崎亀重（元プロ野球選手、息子は隆乃若勇紀）
- 隆乃若勇紀（タレント・元大相撲力士）
- 塚本拓海（プロレスラー・プロレスリングBASARA）

## 生月町を舞台とした作品
- 『乳房 THE BREAST』（TBS系、2000年、市川森一脚本） - 隠れキリシタンをモチーフにした、宮沢りえ主演のドラマ。